# Phenacoccus basorae
Phenacoccus basorae är en insektsart som beskrevs av Bodenheimer 1943. Phenacoccus basorae ingår i släktet Phenacoccus och familjen ullsköldlöss.
Artens utbredningsområde är Irak. Inga underarter finns listade i Catalogue of Life.